# Pravila instrumentalnega letenja
Pravila instrumentalnega letenja (ang. instrument flight rules - IFR) so pravila letenja za civilne zrakoplove, v veliki večini za letala, občasno tudi za helikopterje. Poleg IFR pravil obstajajo tudi vizualna pravila letenja - VFR. Za IFR letenje mora biti letalo ustrezno opremljeno in pilot mora imeti ustrezno dovoljenje - t. i. "IR Rating".  Ko so neugodni vremenski pogoji za VFR letenje, npr. slaba vidljivost ali pa plast oblakov so možni samo IFR leti.
Pri IFR letenju se ne uporablja vizualnih referenc. To pomeni, da se uporablja letalske instrumente za precizno lateralno (po smeri) in vertikalno navigacijo (po višini). Pilot mora natančno slediti predpisanim proceduram na kartah. Takoj po vzletu se uporablja "SID" karte (Standard Instrument Departure), za vstop v terminalno območje letališča pa "STAR" (STandard Terminal Arrival Route). Za prilet na pristajalno stezo pa glede na način prileta, največkrat ILS, ki je najbolj natančen. Kontrolor lahko v nekaterih fazah leta usmerja - vektorira letalo glede na promet in po možnosti skrajša pot.
Separacijo med zrakoplovi zagotavlja kontrolor letenja. Piloti imajo na voljo tudi sistem TCAS (Traffic Collision Avoidance System), ki daje podatke o drugih letalih in preprečuje trke.
V letalskem prostoru "Class A" je dovoljeno samo IFR letenje. Komercialna potniška letala letijo izključno pod IFR pravili, tudi če so ugodni vremenski pogoji za VFR letenje. Redko se zgodi, da na manjših letališčih, kjer ni veliko prometa in so ugodni vremenski pogoji, letala prekinejo IFR "Flight plan" - "IFR načrt leta" in pristanejo pod vizualnimi pogoji. S tem precej skrajšajo prilet in prihranijo čas in gorivo.
Za navigacijo se uporablja radijske navigacijske sisteme kot so VOR, DME, NDB, ILS in satelitsko navigacijo kot je GPS ali GLONASS. Za precizne prilete se uporablja Instrument Landing System - ILS, ki natančno vodi letalo po smeri in višini do pristajalne steze. GPS in Glonass sta najbolj natančna od vseh omenjenih razen ILS.  V prihodnosti bodo so pomočjo tehnologij izboljšanja GPS signala kot je EGNOS LAAS, in predvsem WAAS možen tudi precizni prilet na stezo tudi s sistemom GPS. Za precizen prilet je potrebna natančnost nekje 1 metra po višini in smeri.
IFR letenje zahteva več pozornosti od pilota kot VFR, zato je v večini primerov dvočlanska posadka, kjer si pilota delita delo. Če leti pilot samostojno IFR, je potreben vsaj osnovni avtopilot. Sodobni avtopiloti, ki so povezani z letalskimi računalniki (FMS - Flight Management System), zelo olajšajo IFR letenje. Nekatera letala imajo na voljo tudi opcijo avtomatskega pristanka - Autoland.
Za IFR letenje je možno opremiti tudi športna letala, vendar se le-ta zaradi manjših sposobnosti uporabljajo po navadi le za šolanje za instrumentalni rating. 